# Paracolodon
Paracolodon és un gènere extint de mamífers perissodàctils de la família dels helalètids que visqueren a l'Àsia oriental durant l'Eocè, fa entre 33,9 i 37,7 milions d'anys. Se n'han trobat restes fòssils a les formacions d'Ergilin Dzo (Mongòlia) i Irdin Manha (Xina). Les espècies d'aquest gènere eren helalètids de mida mitjana. La segona, tercera i quarta dents premolars superiors són més molariformes que en el seu parent proper Helaletes. Les dents canines són més petites que en el desmatoteri, un altre membre de la seva família. El nom genèric Paracolodon significa ‘al costat de Colodon’.